# Триби (урочище)
Триби — урочище, назва місцевості на Полтавщині в Україні, між селами Копили і Макухівка під Полтавою. Місця поховання жертв масових репресій, які відбувалися в епоху сталінізму.

## Масові розстріли на Полтавщині
Полтавська область — один із найбільш постраждалих від сталінського тоталітарного режиму регіонів. У 1937 році на Полтавщині було ліквідовано майже всю верхівку партійного та профспілкового апаратів. Загалом протягом 1937—1938 років на Полтавщині було репресовано понад 10 тисяч громадян. За іншими даними, починаючи з 1929 року на Полтавщині було репресовано більше 400 тисяч жителів. Жертвами НКВС були заможні полтавці, військовослужбовці, священики й представники інтелігенції, яких безпідставно звинуватили у шпигунстві, зв'язках із закордонною розвідкою тощо. Через давнину цих злочинів ніхто так і не поніс відповідальності.
В 1937—1938 роках на тюремні камери були перетворені підвали колишнього полтавського Селянського банку, де тоді розташувалося обласне управління НКВС у Полтавській області (нині — будинок Управління СБУ в Полтавській області). У тих підвалах виконували і вироки про розстріл. Спочатку тіла загиблих таємно ховали у безіменних могилах на старому міському кладовищі, але коли рахунок розстріляним пішов уже на тисячі, поховання почали масово здійснювати за містом — в розробленому піщаному кар'єрі в урочищі поблизу хутора Триби, розташованому близько 1 км на південь від села Макухівка Полтавського району (49°34′47″ пн. ш. 34°37′54.81″ сх. д. / 49.57972° пн. ш. 34.6318917° сх. д.). Трупи розстріляних закопувалися партіями по декілька десятків у вириті траншеї без позначення поховання. Точна кількість похованих під Макухівкою невідома. У 1970-х — 1980-х роках поховання піддалися масовому розграбуванню мародерами.

## Перепоховання
14 квітня 1990 року згідно з розпорядженням виконкому обласної Ради народних депутатів, з дозволу санітарно-епідеміологічної станції, та враховуючи громадську думку, було проведене перепоховання останків жертв репресій з виробленого піщаного кар'єру в урочищі Триби (автотраса E40М03 Київ—Полтава—Харків, 1,15 км в напрямку Харкова від села Копили). За оціночними даними в Трибах перепоховано близько 200 закатованих.
У 1995 році на місці перепоховання репресованих встановлено пам'ятний знак (автор ескізного проєкту В. Шевченко): на невисокому піщаному пагорбі у лісі поряд з дорогою — декілька різного розміру хрестів, оздоблених сірими і чорними гранітними плитами, в центральний вмонтована стилізована червона зірка. Пам'ятний знак жертвам репресій в урочищі Триби — єдиний на Полтавщині. З 2000 року в урочищі Триби проводяться обласні жалобні мітинги та покладання квітів до пам'ятного в день День пам'яті жертв голодомору та політичних репресій, а з 2007 року — в День пам'яті жертв політичних репресій (третя неділя травня).

## Інше
У 1920-х роках в урочищі розтащовувалася Полтавська дитяча колонія імені В. Г. Короленка.